# Ceriporiopsis cremea
Ceriporiopsis cremea är en svampart som först beskrevs av Erast Parmasto, och fick sitt nu gällande namn av Leif Ryvarden 1986. Ceriporiopsis cremea ingår i släktet Ceriporiopsis och familjen Phanerochaetaceae.   Inga underarter finns listade i Catalogue of Life.